# Huikavallei
De Huikavallei (Samisch: Huikkávuomuš) is een vallei binnen de Zweedse gemeente Kiruna. De berg ligt op ongeveer 550 meter hoogte aan de voet van de Huikaberg. Door de vallei stromen de Muosurivier en/of de Huikarivier. Tevens maken het Noordelijke Huika- en het Zuidelijke Huikameer deel uit van de vallei, die aan de zuidzijde begrensd wordt door de Birtimesrivier. Voorts liggen er moerassen in de vallei.